# William Adjete Wilson
William Adjété Wilson est un artiste plasticien français, d'origine franco-béninoise-togolaise, né le 16 mars 1952.

## Biographie
Autodidacte, William Wilson obtient le prix Médicis de la Villa Médicis hors les murs[réf. nécessaire] 1986 du ministère des Affaires étrangères)
Né en 1952 d'un père togolais et d'une mère française, William Adjété Wilson a grandi à Orléans. Après un premier voyage au Togo et au Bénin, il s'installe à Paris en 1972 et commence à dessiner. Il fait sa première exposition à Paris en 1976. Dans les années 1980 il participe à La Ruée vers l'art 1983 au Génie de la Bastille 1984. Il investit les rues et les panneaux publicitaires avec les frères Ripoulin, et de nombreux autres artistes. Il dessine également dans les fanzines éphémères et travaille la lithographie à l'atelier Franck Bordas à Paris. ainsi que la linogravure avec l'atelier du Petit Jaunais de Nantes.
En 1984 il participe aux décors du clip Macia Baila des Rita Mitzouko.
1987 : Participe à l'Exposition : Ethnicolor Catalogue aux Éditions Autrement. Simon Njami et Bruno Tilliette.
En 1988 il crée les décors et les costumes des Petites pièces de Berlin de Dominique Bagouet et du Centre chorégraphique national de Montpellier.
Durant les années 1990 William Adjété Wilson crée des sculptures en assemblages de bois de chaises qui donne lieu à de nombreuses expositions à Paris, en Autriche, en Suisse et aux États-Unis. Il dessine aussi pour la presse Libération, Télérama et le New Yorker aux USA.
En 1998 il illustre avec 25 pastels l'édition du cinquantième anniversaire de La Déclaration universelle des Droits de l'Homme.
2000 : Micromégas, Voltaire ; préface d'Isabelle Jarry ; lithographies, sérigraphies, eaux-fortes de Martine Rassineux, William Adjété Wilson, Françoise Pétrovitch, Tony Soulié, Jef Gravis, Hiroko et Jean-Pierre Poirot-Matzuda, Thierry Urbain, Miguel Mont, William Mackendree, François Boisrond, Philippe Favier, Luis Darocha, Jean-François Maurige, Guy de Malherbe, Bernard Thomas, Shirley Jaffe, Guy de Rougemont, Speedy Graphito ; pour les Cent Une.

## Expositions

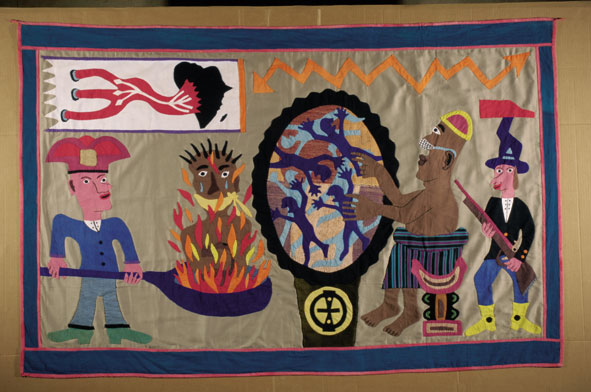
Tenture numéro 5 de la série L'Océan Noir.

- L'Océan noir, dix-huit tentures, musée d'Aquitaine, Bordeaux, 2012[10]
- L'Océan noir de février à mai 2010[11], Apt, France.
- Expositions 2005 Église de Pontgivard. Catalogue
- L'Océan Noir à La Rochelle 2011.
- Vodouns & Orishas, avril-mai 2014. Galerie Philippe Lawson Paris.
- And endlessly I create myself The Black Ocean Series. Septembre-octobre 2014. Gallery DAAS Ann Harbour University of Michigan. USA
- The Black Ocean Exposition collective "Stories of Migration: Contemporary Artists Interpret Diaspora. " 16 avril - 4 septembre, 2016.Textile Museum Washington DC USA http://museum.gwu.edu/diaspora
- Haïti une Ile sous le vent de l'Histoire. Exposition personnelle de "Dwapos" réalisés en Haïti à l'atelier Valentin Valris de Port-au-Prince. 10 décembre 2016 - 29 mai 2017 Musée du Nouveau Monde. La Rochelle, France.

## Publications
- L'Océan noir, préface de Catherine Clément, Giboulées-Gallimard jeunesse, 2009  (ISBN 978-2-07-062523-9)
- Déclaration universelle des Droits de l'homme Texte original de la DUDH + 24 pastels de WW 1997 Éditions Mango et ONU Versions Français, English, Italiano, Deutch, Néerlandais. (ISBN 2-74040-722-X et 978-2-74040-722-6)
- Muriel Bloch, 365 Contes des pourquoi et des comment, 143 dessins de William Adjete Wilson, Gallimard Jeunesse, 1997
- Muriel Bloch, Le Sac à soucis, illustrations de William Adjete Wilson, 2004, éditions Thierry Magnier[12].
- Muriel Bloch, Samangalé, images William Wilson, collages Wax. Gallimard-Giboulées. Mars 2013  (ISBN 978-2-07-063997-7)
- Marie Nimier, La Kangouroute, illustrations William Wilson, Gallimard jeunesse-Giboulées, 2006  (ISBN 2-07-057729-5)
- Marie Nimier, Les Trompes d’Eustache Illustrations WW 2005 Gallimard-Giboulées.
- Patrick Chamoiseau, Le Commandeur d'une pluie suivi de L'Accra de la richesse, illustrations William Wilson, Gallimard jeunesse-Giboulées, 2002  (ISBN 2-07-058819-X)
- Ministère des Affaires étrangères , répertoire des lauréats de la villa Médicis hors les murs 1980-1994.
- Véronique Tadjo, Léopold Sedar Senghor, le poète des paroles qui durent, éditions À dos d'âne 2014
- Haïti l'ile sous le vent William Wilson. Gallimard Giboulées (5 novembre 2015) Collection : Hors Série Giboulées  (ISBN 2070661652 et 978-2070661657)
- William Adjété Wilson, En noir, en blanc, en couleur, Gallimard, 2025  (ISBN 9782073111227)[13]